# Krátká a dlouhá škála

Krátká a dlouhá škála ve světě
Dlouhá škála
Obě škály
Krátká škála s miliardou
Krátká škála
Jiné systémy
Neznámo

Krátká a dlouhá škála jsou dva rozšířené různé systémy pojmenování vysokých čísel v desítkové soustavě. Základní rozdíl je ve velikosti násobku, po kterém se mění názvy čísel. V kontinentální Evropě se používá dlouhý systém s násobkem milion. To znamená, že bilion je milion milionů, trilion je milion bilionů atd. Naproti tomu ve většině anglicky mluvících zemí se používá krátká škála s násobkem tisíc. V takovém systému bilion znamená tisíc milionů, trilion znamená tisíc bilionů (a tedy milion milionů). V dlouhém systému se pro číslo tisíc milionů používá název miliarda, pro číslo tisíc bilionů se používá biliarda atd. Tato pojmenování v krátkém systému nemají smysl.
Rozdíl v pojmenování vede často k chybným překladům a nedorozuměním. Z důvodu nejednoznačnosti BIPM i NIST nedoporučují užívat slovní vyjádření (a jeho zkratky).
Vedle těchto systémů existuje nebo existovala řada dalších systémů, zejména v asijských kulturách.

## Historie
Francouzští matematici 15. století (Jehan Adam, Nicolas Chuquet, E. de la Roche) vzali za základ milion (106) a nad ním vytvořili systém velkých číslovek s latinskými předponami bi-, tri-, quadri- atd., kde násobitelem byl rovněž milion (106, 6 nul navíc), tzv. „dlouhý systém“. Bilion tedy znamenal milion milionů čili 1012, trilion milion bilionů 1018 atd. Z praktických důvodů se však užívalo i slovo milliard, které znamenalo tisíc milionů čili 109.
V průběhu 17. století však opět ve Francii a v Itálii vznikl jiný, tzv. krátký systém, kde násobitelem byl tisíc (103, tři nuly navíc). Bilion tedy znamenal tisíc milionů čili 109, trilion tisíc bilionů čili 1012 atd. Tento systém pronikl do britských kolonií a v 19. století převládl ve Francii a v USA. Mezinárodní konference o mírách a váhách doporučila roku 1948 přijetí dlouhého systému, což však udělala jen Francie.
V současné době se tedy užívání těchto číslovek v různých zemích liší. Téměř všechny anglicky mluvící země užívají krátký systém (109, 1012, …), kdežto na evropském kontinentě se užívá dlouhý (1012, 1018, …) doplněný o pojmy miliarda, biliarda atd. pro liché exponenty dělitelné třemi.
Existuje i kombinace zvaná „krátká škála s miliardou“ – v podstatě jde o krátkou škálu, ovšem místo pojmu bilion se používá slovo miliarda. Tento systém se používá např. ve východní Evropě.

## Porovnání krátkého a dlouhého systému
O něco logičtější se může jevit dlouhá škála, neboť v ní platí, že předpona kořene -lion má přímý vztah k příslušnému exponentu deseti – jde vždy o šestinásobek významu předpony, tj. bilion = 10(2×6) , trilion = 10(3×6) a např. oktilion = 10(8×6). U krátké škály je pro odvození potřeba k významu předpony přičíst 1 a pak vynásobit třemi (např. octillion = 10((8+1)×3)).
|         | hodnota   | dlouhý systém                    | princip vzniku čísla | krátký systém          | princip vzniku čísla | předpona SI |
| 10 0 =  | 1         | jedna                            | 1 000 000 0,0        | jedna                  | 1 000 1 − 1          |             |
| 10 3 =  | 1 000     | tisíc                            | 1 000 000 0,5        | tisíc (mille)          | 1 000 1 + 0          | kilo (k)    |
| 10 6 =  | 1 000 000 | milion                           | 1 000 000 1,0        | million                | 1 000 1 + 1          | mega (M)    |
| 10 9 =  | 1 000     | miliarda                         | 1 000 000 1,5        | billion                | 1 000 1 + 2          | giga (G)    |
| 1012 =  | 1 000     | bilion                           | 1 000 000 2,0        | trillion               | 1 000 1 + 3          | tera (T)    |
| 1015 =  | 1 000     | biliarda (někdy tisíc bilionů)   | 1 000 000 2,5        | quadrillion            | 1 000 1 + 4          | peta (P)    |
| 1018 =  | 1 000     | trilion                          | 1 000 000 3,0        | quintillion            | 1 000 1 + 5          | exa (E)     |
| 1021 =  | 1 000     | triliarda (někdy tisíc trilionů) | 1 000 000 3,5        | sextillion             | 1 000 1 + 6          | zetta (Z)   |
| 1024 =  | 1 000     | kvadrilion                       | 1 000 000 4,0        | septillion             | 1 000 1 + 7          | yotta (Y)   |
| 1027 =  | 1 000     | kvadriliarda (tisíc kvadrilionů) | 1 000 000 4,5        | octillion              | 1 000 1 + 8          |             |
| 1030 =  | 1 000     | kvintilion                       | 1 000 000 5,0        | nonillion              | 1 000 1 + 9          |             |
| 1033 =  | 1 000     | kvintiliarda (tisíc kvintilionů) | 1 000 000 5,5        | decillion              | 1 000 1 + 10         |             |
| 1036 =  | 1 000     | sextilion                        | 1 000 000 6,0        | undecillion            | 1 000 1 + 11         |             |
| 1039 =  | 1 00013   | sextiliarda (tisíc sextilionů)   | 1 000 000 6,5        | duodecillion           | 1 000 1 + 12         |             |
| 1042 =  | 1 00014   | septilion                        | 1 000 000 7,0        | tredecillion           | 1 000 1 + 13         |             |
| 1045 =  | 1 00015   | septiliarda (tisíc septilionů)   | 1 000 000 7,5        | quadrdecillion         | 1 000 1 + 14         |             |
| 1048 =  | 1 00016   | oktilion                         | 1 000 000 8,0        | quindecillion          | 1 000 1 + 15         |             |
| 1051 =  | 1 00017   | oktiliarda (tisíc oktilionů)     | 1 000 000 8,5        | sexdecillion           | 1 000 1 + 16         |             |
| 1054 =  | 1 00018   | nonilion                         | 1 000 000 9,0        | septendecillion        | 1 000 1 + 17         |             |
| 1057 =  | 1 00019   | noniliarda (tisíc nonilionů)     | 1 000 000 9,5        | octodecillion          | 1 000 1 + 18         |             |
| 1060 =  | 1 00020   | decilion                         | 1 000 000 10,0       | novemdecillion         | 1 000 1 + 19         |             |
| 1063 =  | 1 00021   | deciliarda                       | 1 000 000 10,5       | vigintillion           | 1 000 1 + 20         |             |
| 10120 = | 1 00040   | vigintilion                      | 1 000 000 20,0       | novemtrigintillion     | 1 000 1 + 39         |             |
| 10180 = | 1 00060   | trigintilion                     | 1 000 000 30,0       | novemquinquagintillion | 1 000 1 + 59         |             |
| 10303 = | 1 000101  | kvinkvagintilliarda              | 1 000 000 50,5       | centillion             | 1 000 1 + 100        |             |
| 10600 = | 1 000200  | centilion                        | 1 000 000 100,0      | -                      | -                    |             |
| 10603 = | 1 000201  | centiliarda                      | 1 000 000 100,5      | -                      | -                    |             |

Obdobná terminologie platí i pro zmenšování, tedy řádové zlomky: Nano 10−9 je tedy evropská miliardtina, kdežto v angličtině se použije již billionth.
|      | CZ, DE, FR   | US, UK       | RU                       |
|      | Dlouhá škála | Krátká škála | Krátká škála s miliardou |
| 103  | tisíc        | tisíc        | tisíc                    |
| 106  | milion       | milion       | milion                   |
| 109  | miliarda     | bilion       | miliarda                 |
| 1012 | bilion       | trillion     | trilion                  |
| 1015 | biliarda     | kvadrilion   | kvadrilion               |
| 1018 | trilion      | kvintilion   | kvintilion               |
| 1021 | triliarda    | sextilion    | sextilion                |

## Další velká čísla
- Googol 10100
- Skewesovo číslo